# 心願 (江宏恩專輯)
《心願》是江宏恩的首張專輯，由乾坤影視於2011年5月6日發行。

## 專輯曲目

### CD
| 曲序 | 曲目                          |
| ---- | ----------------------------- |
| 1.   | 真受傷                        |
| 2.   | 天意                          |
| 3.   | 思念的咖啡                    |
| 4.   | 一世人                        |
| 5.   | 月亮照會著的所在（ft.林子娟） |
| 6.   | 少了你永遠都不夠（國語）      |
| 7.   | 心願（國語）                  |
| 8.   | 好啦好啦                      |
| 9.   | 重情的人                      |
| 10.  | 同心同夢（ft.林子娟）         |

### DVD
1. 真受伤
2. 天意
3. 思念的咖啡
4. 一世人

## 製作團隊
- 詞曲作者：林東松、陳偉強、羅成、王尚宏、乐克勇
- 參與演出：楚宣
- 參與合唱：林子娟
- 监制：卢和生
- 统筹：卢和益
- 制作人：陈冠名
- 编曲：许志皇、林志才、涂惠源
- 乐器：李志中（吉他）、杨国华（Drums）、陈冠名（Bass）、俞雪琴（二胡）、刘清甲（Sax）
- 录音室：佳声录音室、名家录音室
- MV导演：SPRING
- 造型：珍妮
- 化妆：廖婉婷
- 宣传统筹：曾子腾
- 电视：雅玲
- 摄影：黄凯昕
- 平面设计：吴汉民